# ブロンクス動物園
ブロンクス動物園（ブロンクスどうぶつえん、英: Bronx Zoo）は、アメリカ合衆国ニューヨーク市ブロンクス区に位置し、ブロンクス公園内にある動物園。園内では、世界中の約650種4000匹の動物が飼育されており、世界最大の動物園の1つである。園地及び自然生息地からなる敷地は面積が265エーカー (107 ha)で、ブロンクス川が流れる。
ブロンクス動物園は、野生動物保護協会（WCS）によって管理される4つの動物園と1つの水族館の総合システムの一部であり、動物園・水族館協会（AZA）によって運営されている。

## 歴史
フォーダム大学が後にブロンクス動物園とニューヨーク植物園になった土地を所有していた。フォーダム大学は、国が動物園と公園のみに使用するという条件付きで、土地を$1,000でニューヨーク市に売った。これは大学の敷地と、都市拡大による周辺の住宅街との間を、自然の地域で妨げるためでもあった。1880年代には、隣にニューヨーク州が公園として開発する地域を置いた。1895年、ニューヨーク市が動物園設立の目的で、ニューヨーク動物学協会（後に野生動物保護協会に改名）を設立した。

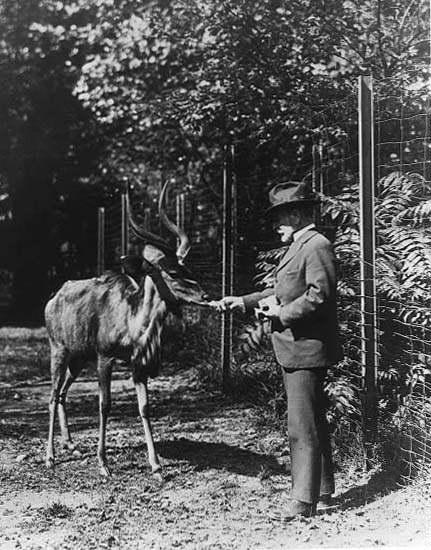
クーズーにエサを与える動物園長のウィリアム・T・ホルナディ（1920年撮影）

動物園（もともとブロンクス動物公園、ブロンクス動物庭園と呼ばれた）は、1899年11月8日、22種類843匹の動物を展示し、一般公開した。初代動物園長はウィリアム・テンプル・ホルナディ。ヘインス・アンド・ラファージュは、最初に動物園を設計し、大きなアシカ・プールの周辺にボザール様式のパビリオンを並べた。1934年、ポール・ジェームズ・レイニーに捧げられた、有名彫刻家のポール・マンシップがデザインした彫刻、レイニー記念門が建った。門は1972年にアメリカ合衆国国家歴史登録財としてリストアップされている。

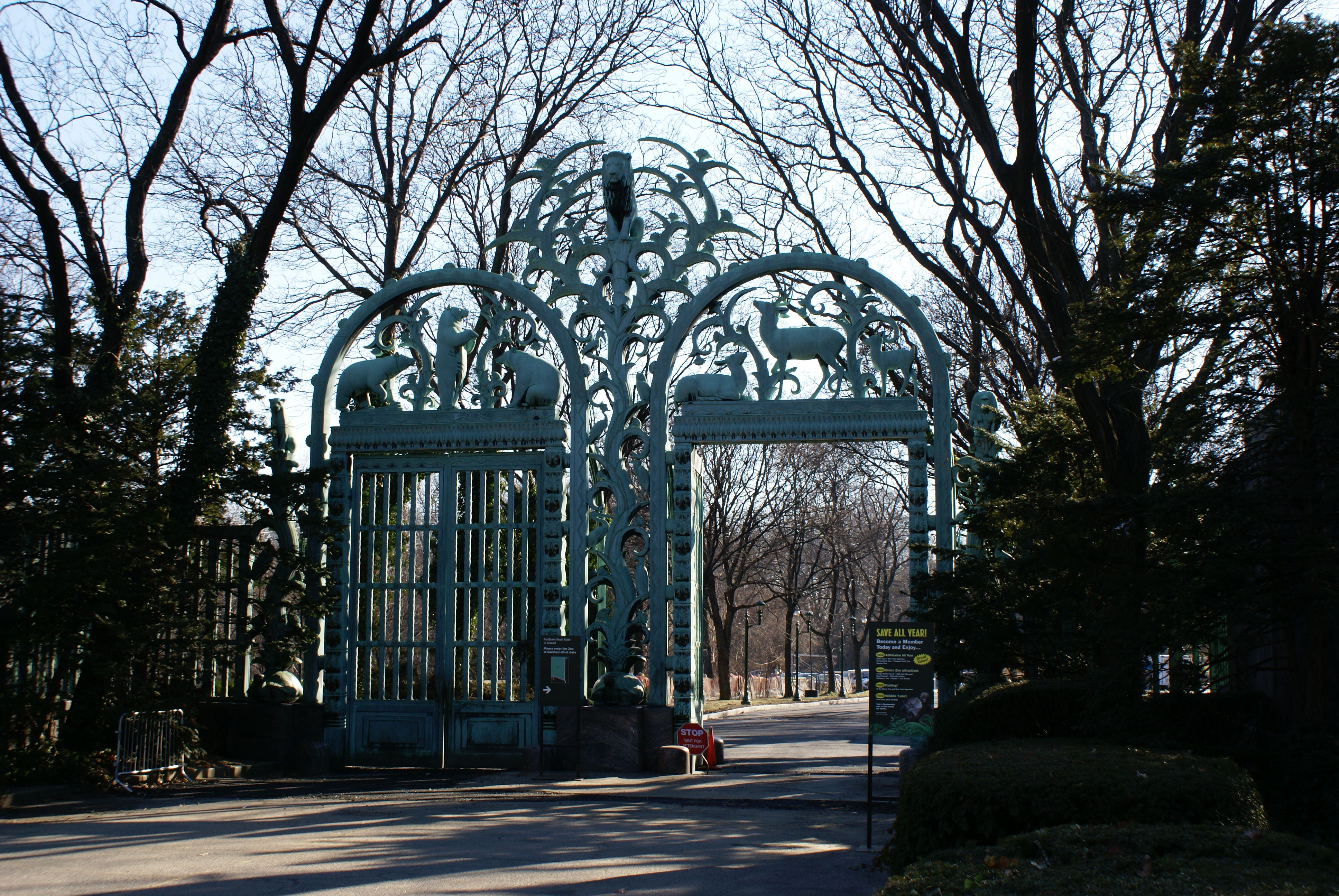
ブロンクス動物園のサイド・エントランス

2006年11月、動物園は、ブロンクス川ゲートの外側に新しい環境に優しい化粧室をオープンさせた。動物園のバイオトイレを開発したクリブス・ムルトルム・カンパニーによれば、この設備は年間50万人が利用し、1,000,000USガロン（3,800,000 l）の水を節約している。
2007年3月、野生動物保護協会とフォーダム大学大学院は、科学修士号への教育プログラムを提示した。これは、ニューヨーク州で最初の青年科学教育の証明である。（生物学階級：7-12）。プログラムは2008年に始まり、この種では初めての共同プログラムである。

## 施設
開園時間
動物園は毎日午前 10 時から午後 5 時まで営業しています。

## 展示・アトラクション
2010年時点で、ブロンクス動物園には650種4,000匹以上の動物を飼育しており、これらの動物の多くは絶滅が危惧されている状態である。アフリカ平原、ワイルド・アジアなどは、地理的に分けられている一方、ワールド・オブ・バード、爬虫類館など、展示の一部は、動物の分類学的に分けられている。

### 屋外展示

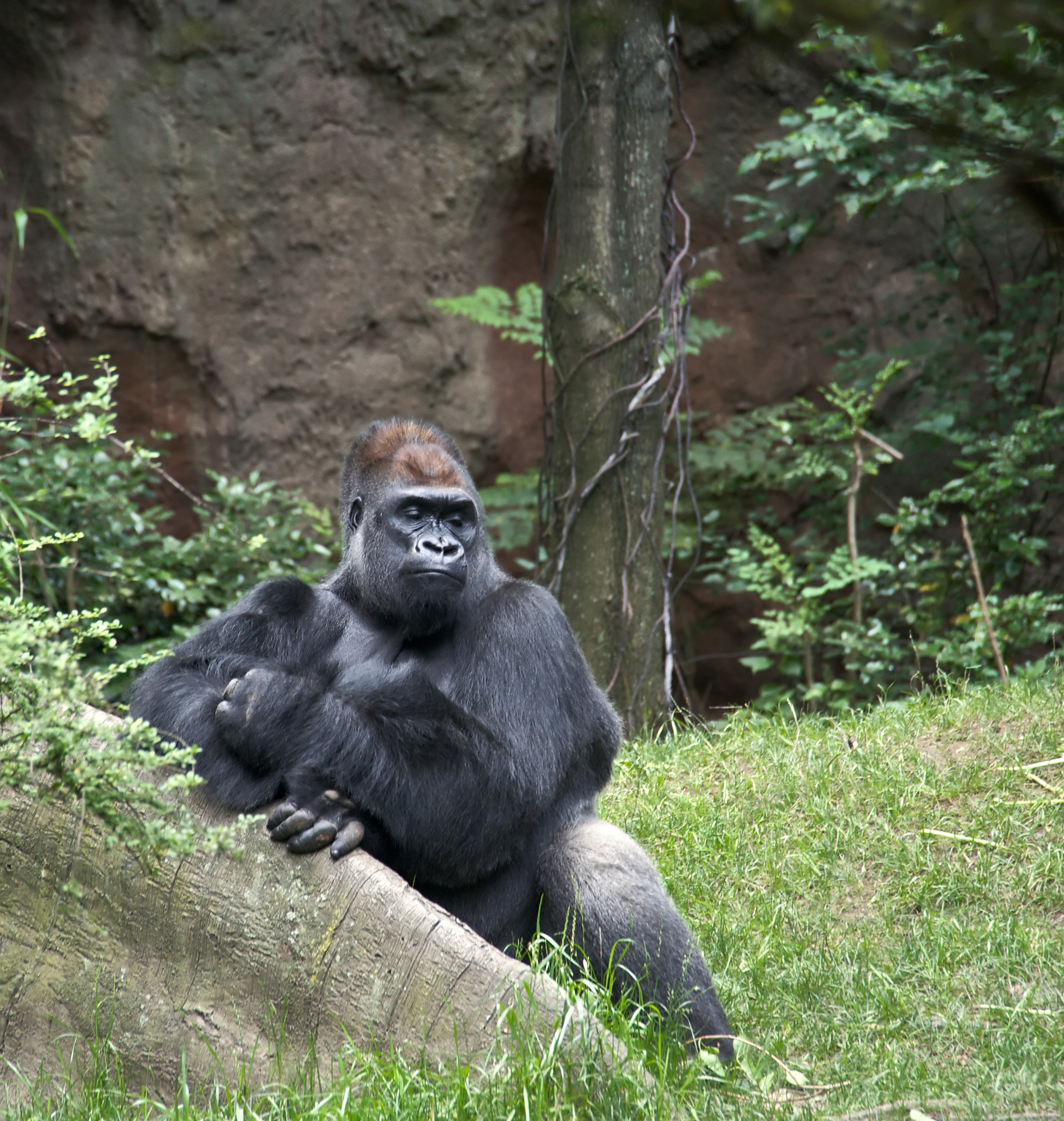
ゴリラの展示

「アフリカ平原」では、来園者がライオン、コウノトリ、シマウマの前を通ることができ、カモシカがニアラ、リカオンと同じ場所で生活するのを見ることができる。キリンは、近くで歩き回っている。リカオンは、展示室からガラス越しに見ることができる。2010年1月には3匹のライオンの子供が生まれ、アフリカ平原で展示されている。ブロンクス動物園は、ニューヨーク・デイリーニュースと提携し、2010年4月に子供の名前を公募した。2匹の雌、1匹の雄のために決まった名前は、それぞれNala、Adamma、Shaniだった。
「バブーン・リサーブ」は、エチオピア高地を再現しており、ゲラダヒヒの群れを飼育している。さらに、来園者は、このエリアで飼われているヌビアアイベックス、ケープハイラックス、アフリカの水鳥などの動物と共に、さまざまな視点からゲラダヒヒを見ることができる。
「コンゴ・ゴリラの森」は、20頭ほどのニシローランドゴリラが飼われる、6.5-エーカー (2.6 ha)の熱帯雨林である。さらに、コロブス、オナガザル、マーモセット、オカピ、マンドリルも飼われている。来園者はエリアを歩き、木の梢から動物を観察できる。この展示は、ジャック・ウンルーが担当している。
「ワイルド・アジア・モノレール」は、アジアの泥地、牧場、川岸などを再現した40-エーカー (16 ha)のエリアを、来園者を案内する。20分間の長いコースでは、自然の中、トラ、ゾウ、サイ、モウコノウマを見ることができる。さらに、モノレールは、シラサギ、カメ、コイ、アヒルなどが生息するブロンクス川に沿って移動する。モノレールには、幅26"以内の車椅子であれば乗ることができる。これより大きい車椅子や、電動車椅子を使用する来園者は、ホームで小さな車椅子を利用できる。晩秋から冬期、早春にかけては営業しない。
その他、ユキヒョウとレッサーパンダが観察できる「ヒマラヤの高地」やアムールトラが観察できる「タイガーマウンテン」、グリズリーやホッキョクグマが観察できる「大きな熊たち」といった施設もある。

### 屋内展示

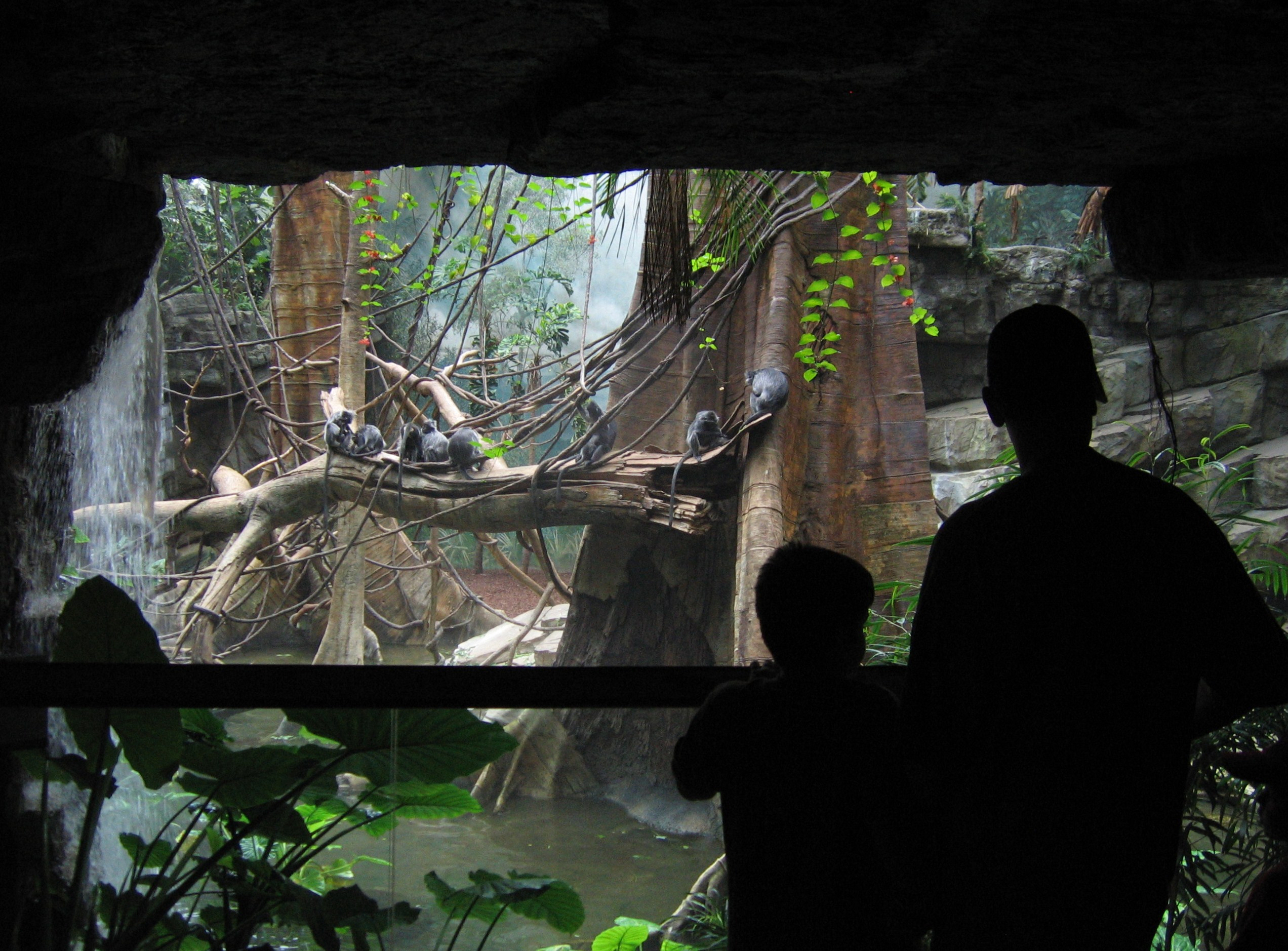
ジャングル・ワールドのシルバールトン (学名：Trachypithecus cristatus)

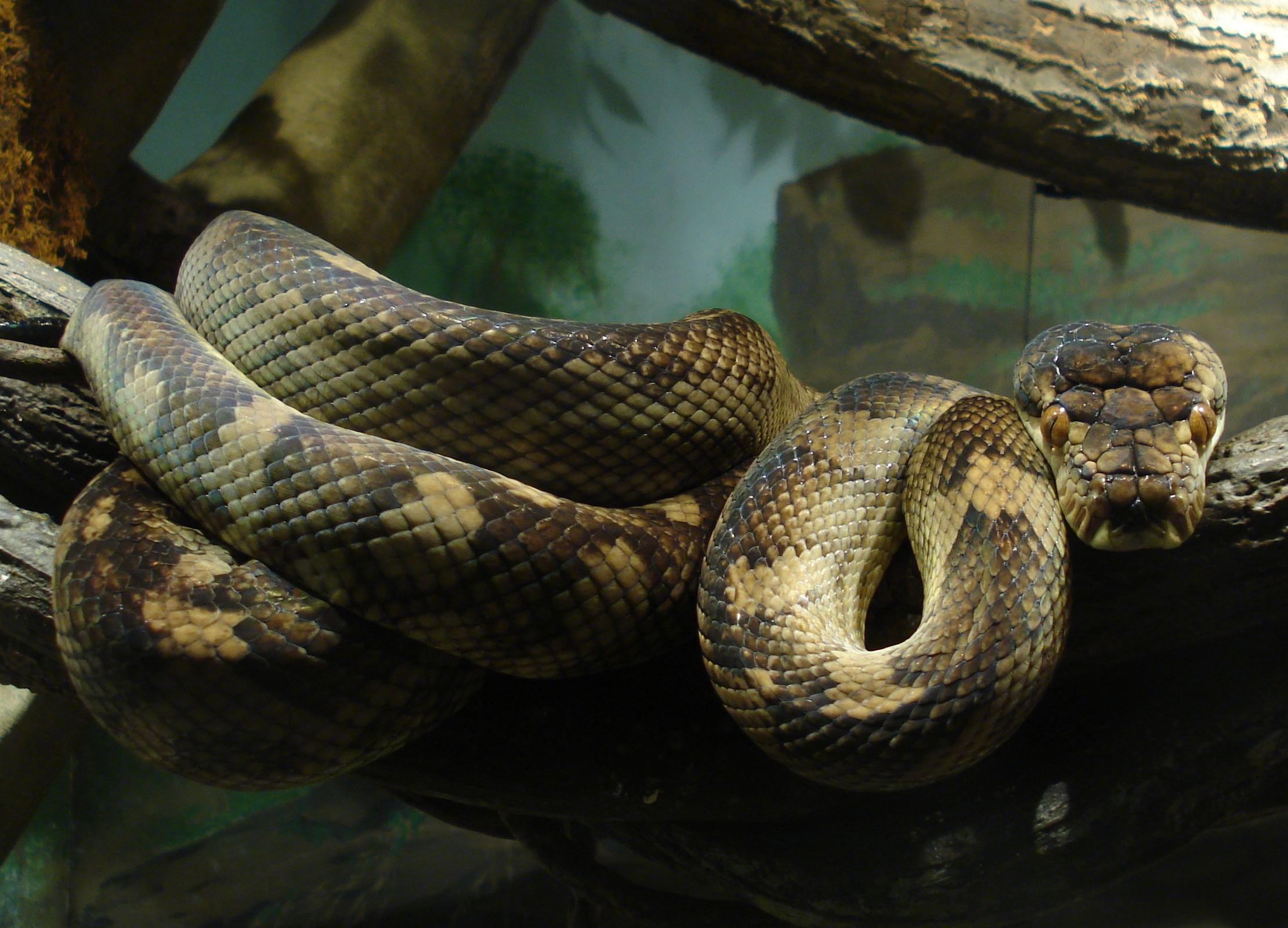
は虫類の展示にいるアメジストニシキヘビは、オーストラリアで最大のヘビ

「ジャングル・ワールド」は、屋内の熱帯雨林であり、マングローブや海岸に住むカワウソ、テナガザル、ヒョウ、バクなど、800の動物を飼育している。来園者は、テナガザルがぶら下がるところや、歌うところ、カワウソが遊ぶのを見ることができる。展示品には通常、クワガタムシ、サソリ、ヨーロッパスズガエルなどもある。また、滝の付いた池に腰掛け、グラミー、レッドフィンバルブ、カイヤン、スッポンモドキを見物することもできる。
「バタフライ・ガーデン」では、来園者は牧草地や庭を歩き、チョウが上をとぶ屋内の温室である。
「モンキー・ハウス」は、ワタボウシタマリン、シロガオサキ、マーモセットなど、新大陸産のサルを飼育していたが、2012年3月に閉鎖した。サルは、動物園内の他の展示、セントラルパーク動物園、プロスペクト・パーク動物園で展示されている。この建物には、画期的な地位があり、跡地は保持する必要性がある。
「マダガスカル館」は、2008年6月20日に開業し、マダガスカル島の自然環境を再現している。ここでは、キツネザル、マダガスカルオオゴキブリ、シファカ・キツネザル、ナイルワニ、フォッサなどを飼育している。
「ワールド・オブ・バード」は、屋内の放鳥散歩道である。展示は年中オープンしている。来園者は、アオハラニシブッポウソウ、サクラボウシインコなどを見ることができる。ワールド・オブ・バードが最初にオープンしたのは1972年で、改修のために2010年夏に一時的に閉鎖されたが、2011年初めに再オープンした。

## 保護
ブロンクス動物園では、2006年8月、ユキヒョウの子供、レオを繁殖計画に入れることに合意し、ニュースとなった。生後13ヶ月の子供は、パキスタンのナルター・バレーで、地滑りによる泥に巻き込まれた。これにより、子供の母親は死んだ。パキスタンの動物保護者が子供と、その雌の兄弟を見つけたが、雌は1週間後に栄養失調により死亡した。子供は、パキスタン政府へ引き渡された。パキスタンで繁殖も計画されたが、ユキヒョウ用のリハビリセンターがなく、政府はブロンクス動物園に任せることを決定した。ヒョウは、アメリカの協力により、ナルター・バレーでのリハビリセンターの建築と共に、誕生した場所へかえされる予定である。
2010年1月、動物園は遺棄された4匹のクマの赤ちゃんを収容することを決定した。野生動物保護協会では、クマの母親は、泥流により死亡したのではないかと推測している。4匹の赤ちゃんは、新しいすみかでも健康で元気である。
2010年2月、ブロンクス動物園にキハンシ・スプレー・ヒキガエルの「保証地域」が置かれた。この生物は、タンザニアに生息していた。

## 事件

### 1985年飼育員死亡事件
1985年7月29日、24歳の動物飼育員ロビン・シルバーマンがボランティアと2頭のシベリアトラの包囲を行っていたところ、トラが彼を殺した。なぜシルバーマンが包囲を行ったかは不明である。動物園の学芸員は、彼の過ちを指摘したが、シルバーマンの家族は、動物園側の欠陥を疑った。これは、動物園で開園以来最初の惨事である。

### 謎の感染症に関わる園内の鳥の死亡事件
空の玄関が集中するニューヨークを謎の感染症が席巻した1999年。病理主任を10年以上務める獣医病理学者トレーシー・マクナマラは8月の初め頃より動物園の周辺だけでも40羽以上のカラスの死骸を発見し、天候の変化に対する順応性に優れたカラスの異変に不安を抱いた。その後、アメリカ大陸固有のチリフラミンゴ、白頭ワシ、南米ヒメ鵜等々が相次いで感染症で絶命する事件が起きた。鳥達の検死解剖を行ったマクナマラは影響を受けていないのは外来種だと気づき、アメリカにとって未知のウイルスが原因だと思われるので調べて欲しいと「アメリカ疾病予防管理センター（CDC）」に連絡を取るが、CDCは自分達の出した「感染症の正体は"セントルイス脳炎"である」という結論を過信するCDCはブロンクス動物園の鳥達が死んだのはそちらの不手際だと罵って電話を切ってしまう。激怒したマクナマラは動物医療では最先端を行く「国立獣医学研究所」にフラミンゴと誤って手に針を刺してしまい発症した同僚の血液サンプルを送り、更には本来なら民間のケースはタッチしない「アメリカ陸軍伝染病医学研究所」に勤務する友人により陸軍で検査して貰えることになった。やがて真の脳炎の元凶であるウイルスを検出し、改めてCDCの関連研究機関で遺伝子配列の解析が行われ、最初の患者が倒れてから5週間後の9月23日に「ウエストナイルウイルス」による"ウエストナイル熱"であることが判明した。

### 動物の脱走
2011年3月26日、ブロンクス動物園は、毒を持つアスプコブラが展示室にいないことが3月25日に発見され、は虫類の展示を中止していると発表した。動物園職員は、コブラはオープンエリアでは落ち着きがなくなることが知られており、行方不明のコブラは、外部ではなく、建物内で見つけられるだろうと確信していた。ヘビの失踪は、アスプコブラの毎日の騒動を書いた、人気のツイッター・パロディ・アカウント、@BronxZoosCobraのきっかけとなった。
3月31日、動物園当局は、は虫類展示の非公開エリアで、ヘビを発見した。
2011年5月9日、雌のマクジャクが動物園から脱走し、5月11日に捕獲された。
2012年9月21日、デイビッド・ヴィラロボスという25歳の男が、トラの展示内を走行中のモノレールから、飛び降りた。彼はシートベルトを締めておらず、エリアの周りの16フィートのフェンスは取り除かれていた。彼は、バシュタという名の11歳のシベリア（アムール）トラによって傷つけられた。しかし、最悪の事態には至らず、トラは3年間動物園で飼われていたため、安楽死も免れた。彼は10分間、肩や足、腕を攻撃されていたが、動物園長ジム・ブレヘニーが駆けつけ、トラを追い払うために消火器を使用して、ワイヤーの下を回転して逃げるように指示した。彼は病院にいるが、容態は安定しており、侵入した罪で恐らく逮捕される。これは、自殺未遂を考えられたが、400ポンドの動物を飼っていたヴィラロボスはインタビューで、「トラとひとつになりたかった」と語っている。